# 129-й меридіан східної довготи
129-й меридіан східної довготи — лінія довготи, що лежить на 129 градусів східніше Гринвіцького меридіана. Вона проходить від Північного полюса через Північний Льодовитий океан, Азію, Тихий океан, Індійський океан, Австралазію, Південний океан та Антарктиду до Південного полюса.
129-й меридіан східної довготи формує велике коло разом із 51-шим меридіаном західної довготи.

Через 129-й меридіан східної довготи проходить кордон Західної Австралії з Північною Територією та Південною Австралією

В Австралії через меридіан проходить кордон Західної Австралії з Північною Територією та Південною Австралією.

## Список географічних об'єктів, що перетинає 129° сх. д.
Починаючи на Північному полюсі та рухаючись до Південного полюса, 129-й меридіан східної довготи проходить через:
| Координати                                                   | Країна, територія або море | Примітки |
| ------------------------------------------------------------ | -------------------------- | --- |
| 90°0′ пн. ш. 129°0′ сх. д. / 90.000° пн. ш. 129.000° сх. д.  | Північний Льодовитий океан | |
| 77°21′ пн. ш. 129°0′ сх. д. / 77.350° пн. ш. 129.000° сх. д. | Море Лаптєвих              | |
| 73°6′ пн. ш. 129°0′ сх. д. / 73.100° пн. ш. 129.000° сх. д.  | Росія                      | Проходить через дельту Лени                                                                                           |
| 49°27′ пн. ш. 129°0′ сх. д. / 49.450° пн. ш. 129.000° сх. д. | КНР                        | Хейлунцзян Цзілінь |
| 42°6′ пн. ш. 129°0′ сх. д. / 42.100° пн. ш. 129.000° сх. д.  | Північна Корея             | |
| 40°28′ пн. ш. 129°0′ сх. д. / 40.467° пн. ш. 129.000° сх. д. | Японське море              | |
| 37°43′ пн. ш. 129°0′ сх. д. / 37.717° пн. ш. 129.000° сх. д. | Південна Корея             | Проходить західніше Пусана                                                                                            |
| 35°4′ пн. ш. 129°0′ сх. д. / 35.067° пн. ш. 129.000° сх. д.  | Східнокитайське море       | Корейська протока — проходить західніше острова Цусіма, Японія                                                        |
| 32°58′ пн. ш. 129°0′ сх. д. / 32.967° пн. ш. 129.000° сх. д. | Японія                     | Проходить через острови Накадорі[en], Вакамацу[en] та Кабасіма[en]                                                    |
| 32°44′ пн. ш. 129°0′ сх. д. / 32.733° пн. ш. 129.000° сх. д. | Східнокитайське море       | |
| 28°50′ пн. ш. 129°0′ сх. д. / 28.833° пн. ш. 129.000° сх. д. | Японія                     | Проходить через острови Каміноне[en] та Йокоате[en]                                                                   |
| 28°47′ пн. ш. 129°0′ сх. д. / 28.783° пн. ш. 129.000° сх. д. | Східнокитайське море       | |
| 27°48′ пн. ш. 129°0′ сх. д. / 27.800° пн. ш. 129.000° сх. д. | Японія                     | Проходить через острів Токуносіма                                                                                     |
| 27°41′ пн. ш. 129°0′ сх. д. / 27.683° пн. ш. 129.000° сх. д. | Тихий океан                | Проходить східніше острова Хальмахера, Індонезія                                                                      |
| 1°55′ пн. ш. 129°0′ сх. д. / 1.917° пн. ш. 129.000° сх. д.   | Море Хальмахера            | |
| 1°20′ пд. ш. 129°0′ сх. д. / 1.333° пд. ш. 129.000° сх. д.   | Море Серам                 | |
| 2°49′ пд. ш. 129°0′ сх. д. / 2.817° пд. ш. 129.000° сх. д.   | Індонезія                  | Проходить через острів Серам                                                                                          |
| 3°21′ пд. ш. 129°0′ сх. д. / 3.350° пд. ш. 129.000° сх. д.   | Море Банда                 | |
| 8°12′ пд. ш. 129°0′ сх. д. / 8.200° пд. ш. 129.000° сх. д.   | Індонезія                  | Проходить через острів Сермата[de]                                                                                    |
| 8°16′ пд. ш. 129°0′ сх. д. / 8.267° пд. ш. 129.000° сх. д.   | Тиморське море             | |
| 14°52′ пд. ш. 129°0′ сх. д. / 14.867° пд. ш. 129.000° сх. д. | Австралія                  | Становить кордон Західної Австралії з Північною Територією Становить кордон Західної Австралії з Південною Австралією |
| 31°41′ пд. ш. 129°0′ сх. д. / 31.683° пд. ш. 129.000° сх. д. | Індійський океан           | Австралія визнає цю акваторію частиною Південного океану[2][3]                                                        |
| 60°0′ пд. ш. 129°0′ сх. д. / 60.000° пд. ш. 129.000° сх. д.  | Південний океан            | |
| 66°59′ пд. ш. 129°0′ сх. д. / 66.983° пд. ш. 129.000° сх. д. | Антарктида                 | Проходить через Австралійську антарктичну територію (претендує Австралія)                                             |